# Martres-de-Veyre
Martres-de-Veyre é uma comuna francesa na região administrativa de Auvérnia-Ródano-Alpes, no departamento Puy-de-Dôme. Estende-se por uma área de 9,27 km². Em 2010 a comuna tinha 4 040 habitantes (densidade: 435,8 hab./km²).